# Zębowłos
Zębowłos (Trichostomum Bruch) – rodzaj mchów należący do rodziny płoniwowatych (Pottiaceae Schimp.).

## Systematyka i nazewnictwo
Według The Plant List rodzaj Trichostomum liczy 250 akceptowanych nazw gatunków oraz ich 105 synonimów.
Wykaz gatunków:
| - Trichostomum abyssinicum (Thér.) R.H. Zander - Trichostomum acutiusculum (Broth.) R.H. Zander - Trichostomum aeneum Müll. Hal. - Trichostomum aequatoriale Spruce ex Dixon - Trichostomum aeruginosum (Sm.) Lindb. - Trichostomum afrum Müll. Hal. - Trichostomum aggregatum Müll. Hal. - Trichostomum amblyophyllum (Mont.) Müll. Hal. - Trichostomum andinum Sull. - Trichostomum angustatum (P. Beauv.) P. Beauv. - Trichostomum anoectangioides Müll. Hal. - Trichostomum anomalum (Bruch & Schimp.) Schimp. - Trichostomum anomodon (Bals.-Criv. & De Not.) De Not. - Trichostomum apophysatulum Herzog - Trichostomum araucarieti Müll. Hal. - Trichostomum arboreum (Mitt.) R.H. Zander - Trichostomum arcticum Kaal. - Trichostomum aristatulum Broth. - Trichostomum atrocaule (K. Saito) R.H. Zander - Trichostomum atrovirens Rehmann ex Müll. Hal. - Trichostomum australasiae (Hook. & Grev.) A. Jaeger - Trichostomum austroalpigena Müll. Hal. - Trichostomum austrocrispum (Beckett) R.H. Zander - Trichostomum bambergeri Schimp. - Trichostomum barbuloides Brid. - Trichostomum bellii E.B. Bartram - Trichostomum bescherellei Schimp. - Trichostomum bifidum (Brid.) Brid. - Trichostomum bolleanum (Müll. Hal.) Müll. Hal. - Trichostomum bombayense Müll. Hal. - Trichostomum borneense (Dixon) R.H. Zander - Trichostomum brachydontium Bruch - Trichostomum brevifolium Sendtn. ex Müll. Hal. - Trichostomum brevisetum Thér. - Trichostomum brittonianum R.H. Zander - Trichostomum brunneum Müll. Hal. - Trichostomum caespitosum (Bruch) Jur. - Trichostomum calymperaceum Broth. & Paris - Trichostomum calyptratum (Taylor) Müll. Hal. - Trichostomum cameruniae (Broth.) Paris - Trichostomum campylocarpum Müll. Hal. - Trichostomum campylopyxis Müll. Hal. - Trichostomum canaliculatum Sull. - Trichostomum capillaceum (Hedw.) Sm. - Trichostomum cardotii Bizot - Trichostomum carinatum E.B. Bartram - Trichostomum castaneum (H.A. Crum & Steere) R.H. Zander - Trichostomum cavernarum Broth. - Trichostomum challaense Broth. - Trichostomum circinatum (Besch.) Broth. - Trichostomum circinnatulum Broth. - Trichostomum clavinerve (Cardot & P. de la Varde) H. Whittier - Trichostomum compactulum Müll. Hal. - Trichostomum connivens (Lindb. ex Broth.) Paris - Trichostomum contortifolium (Mitt.) A. Jaeger - Trichostomum contortum (Kunze) Sérgio - Trichostomum contractum R.H. Zander - Trichostomum corniculatum (Wahlenb.) Schwägr. - Trichostomum criotum R.H. Zander - Trichostomum crispulum Bruch - Trichostomum crozalsii H. Philib. - Trichostomum crustaceum Müll. Hal. - Trichostomum curtum (Hedw.) F. Weber & D. Mohr - Trichostomum cuspidatum (Dozy & Molk.) Dozy & Molk. - Trichostomum deciduaefolium (K. Saito) R.H. Zander - Trichostomum decipiens Schultz - Trichostomum diminutum Müll. Hal. - Trichostomum distans Hampe - Trichostomum duidense E.B. Bartram - Trichostomum eckelianum R.H. Zander - Trichostomum edentulum Broth. - Trichostomum elliottii Broth. ex Dusén - Trichostomum ellipticum (Turner) D. Mohr - Trichostomum esquirolii Thér. - Trichostomum excurrens (Broth.) Kindb. - Trichostomum exulatum R.H. Zander - Trichostomum fallaciosum W.H. Welch & H.A. Crum - Trichostomum fallax Herzog - Trichostomum fastigiatum Wallr. - Trichostomum fendleri Müll. Hal. - Trichostomum finukamactum R.H. Zander - Trichostomum flavisetum DC. - Trichostomum flexicaule (Schwägr.) Bruch & Schimp. - Trichostomum flexifolium (Dicks.) Sm. - Trichostomum fontanum Müll. Hal. - Trichostomum fragile (Hook. & Wilson) Müll. Hal. - Trichostomum fragilifolium Dixon - Trichostomum glaucoviride Müll. Hal. - Trichostomum gracilescens (Müll. Hal. ex E. Britton) Müll. Hal. - Trichostomum gracillimum Müll. Hal. - Trichostomum grimmioides (Müll. Hal. ex E. Britton) Müll. Hal. - Trichostomum guepinii (Bruch & Schimp.) Müll. Hal. - Trichostomum gymnum Müll. Hal. - Trichostomum hattorianum B.C. Tan & Z. Iwats. - Trichostomum hibernicum (Mitt.) Dixon - Trichostomum homomallum (Hedw.) Bruch & Schimp. - Trichostomum hondurense B.H. Allen - Trichostomum humile (Hedw.) Guim. - Trichostomum hyalinoblastum (Broth.) Broth. - Trichostomum imperfectum Müll. Hal. - Trichostomum imshaugii (Vitt) R.H. Zander - Trichostomum incertum (Mitt.) R.H. Zander - Trichostomum inclinatum (Sendtn.) Müll. Hal. - Trichostomum insulare (Besch.) Broth. - Trichostomum interruptum (Mitt.) Besch. - Trichostomum involutum Sull. - Trichostomum jamesonii (Taylor) Mitt. - Trichostomum kanieriense R. Br. bis - Trichostomum knightii Hampe ex Müll. Hal. - Trichostomum laetum Kunze ex Müll. Hal. - Trichostomum lambii E.B. Bartram - Trichostomum lamprothecium Müll. Hal. - Trichostomum laticostatum Thér. - Trichostomum latifolium (Hedw.) Schwägr. - Trichostomum leptocylindricum Müll. Hal. - Trichostomum leptodum (Mont.) Mitt. - Trichostomum leptotheca Müll. Hal. - Trichostomum lignicola Herzog - Trichostomum ligulaefolium (Broth. & Paris) R.H. Zander - Trichostomum lillei Dixon - Trichostomum lindigii (Hampe) R.H. Zander - Trichostomum lineare (Dicks. ex With.) Sm. - Trichostomum linoides (Hedw.) Brid. - Trichostomum littorale Mitt. | - Trichostomum longirostre (F. Weber & D. Mohr) Hartm. - Trichostomum lorifolium Broth. & Paris - Trichostomum luridum (Hornsch.) Spruce - Trichostomum mandonii (Müll. Hal. ex E. Britton) Müll. Hal. - Trichostomum marginatum H. Rob. - Trichostomum melanostomum (Mitt.) R.H. Zander - Trichostomum mexicanum (Besch.) Müll. Hal. - Trichostomum microthecium Müll. Hal. - Trichostomum mildeanum Jur. - Trichostomum minutissimum Sakurai - Trichostomum mitteneanum R.H. Zander - Trichostomum mosis Lorentz - Trichostomum mucronatulum Cardot - Trichostomum mucronatum Besch. - Trichostomum muticum Paris - Trichostomum nodiflorum Müll. Hal. - Trichostomum nordenskioeldii Schimp. - Trichostomum obscurum (Kaulf.) De Not. - Trichostomum occidentale (Mitt.) A. Jaeger - Trichostomum orthodontum (Müll. Hal.) Broth. - Trichostomum ovatifolium R.H. Zander - Trichostomum pallidens (Dixon) R.H. Zander - Trichostomum paludicola (Broth.) Hilp. - Trichostomum papillosum (Dicks.) Sm. - Trichostomum patens (Dicks. ex Hedw.) D. Mohr - Trichostomum pennequinii Renauld & Paris - Trichostomum perangustum Besch. - Trichostomum perichaetiale Hook. - Trichostomum perinvolutum Tixier - Trichostomum perplexum P. de la Varde - Trichostomum perpusillum Müll. Hal. ex Warnst. - Trichostomum perrieri Thér. - Trichostomum persicum Jur. & Milde - Trichostomum perviride Broth. - Trichostomum philippinense Z. Iwats. & B.C. Tan - Trichostomum piliferum (Dicks.) Sm. - Trichostomum planifolium (Dixon) R.H. Zander - Trichostomum platyphyllum (Broth. ex Iisiba) P.C. Chen - Trichostomum plicatulum Müll. Hal. - Trichostomum polyphyllum (Sw.) Turner - Trichostomum pomangium Herzog - Trichostomum portoricense H.A. Crum & Steere - Trichostomum prionodon Müll. Hal. - Trichostomum protensum A. Braun ex Duby - Trichostomum pulicare (Besch.) R.H. Zander - Trichostomum pungens (Mitt.) Paris - Trichostomum purpuratum (Mitt.) Paris - Trichostomum purpureum (Hedw.) De Not. - Trichostomum pusillum (Hedw.) Sm. - Trichostomum pygmaeum E.B. Bartram - Trichostomum pyriforme Lesq. & James - Trichostomum ramulosum Schimp. ex Besch. - Trichostomum recurvatum (Hook.) Müll. Hal. - Trichostomum recurvifolium (Taylor) R.H. Zander - Trichostomum recurvirostre (Hedw.) Lindb. - Trichostomum rehmannii Sim - Trichostomum repens Müll. Hal. - Trichostomum rhodesiae Broth. - Trichostomum rigidulum (Hedw.) Turner - Trichostomum riparium (Host ex Brid.) D. Mohr - Trichostomum rivale A. Jaeger - Trichostomum robustum Broth. ex Iisiba - Trichostomum rubripes Mitt. - Trichostomum rufum (Lorentz) Molendo - Trichostomum rupestre (Schleich. ex Schwägr.) Milde - Trichostomum ruvenzorense (Broth.) Broth. - Trichostomum saxicola (F. Weber & D. Mohr) Hornsch. - Trichostomum schimperi Mont. - Trichostomum sciuroides (Hedw.) D. Mohr - Trichostomum semivaginatum (Schimp. ex E. Britton) Schimp. ex Paris - Trichostomum setifolium Müll. Hal. - Trichostomum sinaloense (E.B. Bartram) R.H. Zander - Trichostomum sinochenii Redf. & B.C. Tan - Trichostomum sinuosum (Mitt.) Müll. Hal. - Trichostomum soulae (Müll. Hal.) R.H. Zander - Trichostomum spadiceum (Mitt.) J.E. Zetterst. - Trichostomum sparsifolium (Renauld & Cardot) Cardot - Trichostomum spathulato-lineare Müll. Hal. - Trichostomum spirale Grout - Trichostomum sporaphyllum (Renauld & Cardot) Cardot - Trichostomum sprengelii (Schwägr.) Lindb. - Trichostomum squarrosum (Brid.) Brid. - Trichostomum stanilandsii R. Br. bis - Trichostomum stellatifolium (Hampe) Müll. Hal. - Trichostomum stellatum (Brid.) Müll. Hal. - Trichostomum stenophyllum (Mitt.) Broth. - Trichostomum striatum (P. Beauv.) Arn. - Trichostomum strictum Sw. ex F. Weber & D. Mohr - Trichostomum subangustifolium (Thér.) R.H. Zander - Trichostomum subcirrhatum Hampe - Trichostomum subconnivens Thér. - Trichostomum subintegrum (Broth.) Broth. - Trichostomum subinvolvens Thér. - Trichostomum sublamprothecium Paris - Trichostomum subsecundum Hook. & Grev. ex Harv. - Trichostomum sumatranum Baumgartner - Trichostomum sweetii (E.B. Bartram) L. R. Stark - Trichostomum syntrichioides Müll. Hal. - Trichostomum systylium (Schimp.) Müll. Hal. - Trichostomum tenuirostre (Hook. & Taylor) Lindb. – zębowłos cylindryczny - Trichostomum termitarum (Müll. Hal.) R.H. Zander - Trichostomum tisserantii (P. de la Varde) R.H. Zander - Trichostomum tortelloides (Broth. & Dixon) R.H. Zander - Trichostomum tortuloides Sull. & Lesq. - Trichostomum tortuosum (Hedw.) Dixon - Trichostomum trachyneuron (Kindb.) Paris - Trichostomum trifarium (Hedw.) Sm. - Trichostomum triumphans De Not. - Trichostomum tucumanense E.B. Bartram - Trichostomum umbrosum Müll. Hal. - Trichostomum unguiculatum (Mitt.) R.H. Zander - Trichostomum urceolare (Hampe) R.H. Zander - Trichostomum usambaricum (Broth.) Broth. - Trichostomum vancouveriense (Broth.) Kindb. - Trichostomum villaumei Thér. - Trichostomum viridulum Bruch - Trichostomum wagneri (Müll. Hal.) Broth. - Trichostomum wallisii Müll. Hal. - Trichostomum wayanadense M.C. Nair, K.P.Rajesh & Madhusoodanan, P. V. - Trichostomum weisioides Müll. Hal. - Trichostomum whittonii R. Br. bis - Trichostomum wildii (Broth.) Kindb. - Trichostomum williamsii R.H. Zander - Trichostomum winteri (Schimp.) Husn. - Trichostomum woodii (Schimp.) Husn. - Trichostomum zanderi Redf. & B.C. Tan |